# Naberejnîe Celnî
Naberejnîe Celnî (ru. Набережные Челны) este un oraș din Republica Tatarstan, Federația Rusă și are o populație de 509.87 locuitori.